# Giosafatte Biagioli
Niccolò Giosafatte Biagioli o Niccolò Giosafatte Biascioli (Vezzano Ligure, 18 maggio 1769 – Parigi, 23 dicembre 1830) è stato un grammatico e lessicografo italiano, prefetto della Repubblica Romana ed insigne dantista, il cui Commento della Divina Commedia rappresentò il testo di riferimento per tutta la prima metà del XIX secolo.

## Biografia
Niccolò Giosafatte Biagioli (o Biascioli) nasce a Vezzano Ligure (La Spezia) nel 1769. Dopo aver preso i voti di prete, s'innamorò di una parente, Maria Biassoli, con la quale intraprese una fuga d'amore in Toscana nel 1798. Denunciato dal marito di lei e condannato a morte, riuscì ad evitare la pena capitale e a trovar rifugio nello Stato Pontificio. Qui, sorta la Repubblica Romana, ebbe per breve tempo il ruolo di prefetto: nell'estate del 1799 fu costretto, a causa dell'instabilità del governo, alla fuga in Francia. Oltralpe intraprese, senza troppo successo, l'attività di insegnante di lingua italiana (presso il Pritaneo). Maggiori soddisfazioni ebbero, invece, le sue edizioni di autori italiani per il pubblico francese, le quali gli fecero guadagnare un grande prestigio. La sua attività fu sempre divisa tra la pubblicazione di classici, componimenti di tipo politico e grammatiche di lingua italiana (in francese). Gli fu riconosciuto il merito di aver diffuso, grazie ai suoi testi, la Lingua italiana in Francia e quella francese in Italia. Tra il 1808 e il 1818 si dedicò quasi senza sosta alla Divina Commedia di Dante Alighieri, con commento di G.Biagioli nella quale si pose l'ambizioso obiettivo di "spiegare Dante con Dante". L'opera ottenne un grande successo e lo spinse a pubblicare anche nel 1821 le Rime di Francesco Petrarca con commento e a un commento sulle Rime di Michelangelo. Tali opere, però, a differenza del commento dantesco, considerato il suo capolavoro, non furono di grande successo anche a causa di una disputa con Ugo Foscolo. Morì a Parigi nel 1830. La sua ultima grande fatica, il Dictionnaire français-italien et italien-français ... rédigé sur les travaux de feu G. Biagioli,par A. Ronna, dizionario di lingua italiana e francese, fu pubblicata postuma nel 1836.

## Commento dellaDivina Commedia
Biagioli fu particolarmente apprezzato per la monumentale opera di commento alla Commedia dantesca. Il letterato Aldo Vallone, ad esempio, riconosce nel suo commento il primo "che smuove acquisite e comode tradizioni e avvia alla problematica moderna". Inoltre, oltre che per la preparazione sia letteraria che storico-critica che precedette l'opera, il Biagioli è apprezzato molto anche per la rivalutazione del Purgatorio e del Paradiso e per l'impegno a delineare un preciso stile dantesco.

## Opere
- una Grammaire italienne, 1805 spesso rieditata
- un Traité de la poésie italienne, 1808
- edizioni di opere italiane annotate in francese
- un commento della Divina Commedia di Dante Alighieri, Paris, Dondey-Dupré, 1818-1819, 3 vol. in-8.